# هکنساک (نیوجرسی)
هکنساک (به انگلیسی: Hackensack) شهری در ایالت نیوجرسی کشور ایالات متحده آمریکا است که جمعیت آن در سرشماری سال ۲۰۱۰ میلادی، ۴۳٬۰۱۰ نفر بوده‌است.